# اعتقالات الأردن (2021)
اعتقالات الأردن عام 2021 في مساء 3 أبريل 2021 بدأت في العاصمة الأردنية عمّان حملة اعتقالات طالت شخصيات أردنية بارزة. أعلن أن الحملة تجري لأسباب أمنية، ووفقًا لتقرير صحفي وصل عدد المعتقلين خلال ساعات إلى ما يقرب 20 شخصًا. تزامن مع الحملة انتشار أمني مكثف في العاصمة عمان ومحيطها بشكل عام، وفي منطقة الدابوق حيث يقع القصر الملكي بشكل خاص. زعمت صحيفة واشنطن بوست بأن الاعتقالات قد جرت على خلفية محاولة انقلاب فاشلة يقودها ولي العهد الأردني السابق الأمير حمزة بن الحسين للإطاحة بأخيه غير الشقيق الملك عبد الله الثاني بن الحسين، بينما صرحت السلطات الأردنية أن الأمير حمزة بن الحسين ليس من ضمن المعتقلين ولا يخضع للإقامة المنزلية بعد أن تداولت بعض وسائل الإعلام اسمه بين الموقوفين. بينما أكد الأمير حمزة بن الحسين في وقت لاحق بأنه قيد الإقامة الجبرية وأنه قد اعتقل حرسه الخاص. صدر بعد ساعات من بدء الحملة بيان من القيادة العامة للقوات المسلحة الأردنية والأجهزة الأمنية طُلب فيه من الأمير حمزة على لسان رئيس هيئة الأركان المشتركة اللواء الركن يوسف أحمد الحنيطي «التوقف عن تحركات ونشاطات توظف لاستهداف أمن الأردن واستقراره.» ذكرت التحقيقات الرسمية التي كُشف عنها في وقت لاحق «بأن الأمير حمزة بن الحسين كان في تواصل مع المعتقلين وأيضاً مع جهات خارجية.»
نشرت وكالة الأنباء الأردنية بيانًا أنَّ «رئيس هيئة الأركان المشتركة اللواء الركن يوسف أحمد الحنيطي أكد، اليوم السبت، عدم صحة ما نشر من ادعاءات حول اعتقال سمو الأمير حمزة، لكنه بين أنه طُلب منه التوقف عن تحركات ونشاطات توظف لاستهداف أمن الأردن واستقراره في إطار تحقيقات شاملة مشتركة قامت بها الأجهزة الأمنية، واعتقل نتيجة لها الشريف حسن بن زيد وباسم إبراهيم عوض الله وآخرون».

## الخلفية
تأسست المملكة الأردنية الهاشمية يوم 25 مايو/أيار 1946، على أساس نظام حكم ملكي نيابي وراثي، حيث تنص المادة الـ 28 من الدستور الأردني على ما يلي:
| اعتقالات الأردن (2021) | عرش المملكة الأردنية الهاشمية وراثي في أسرة الملك عبد الله ابن الحسين، وتكون وراثة العرش في الذكور من أولاد الظهور - الدستور الأردني المادة 28 | اعتقالات الأردن (2021) |

ويكون انتقال المُلك بالوراثة في خط عمودي؛ أي في أكبر أبناء الملك من الذكور، ويختار الملك بعد توليه الحكم وليا للعهد. وينتقل الحكم إلى ولي العهد بعد وفاة الملك.
وعندما انتهى العرش إلى الملك حسين بن طلال، عيّن الملك حسين أخيه الأمير محمد بن طلال وليا للعرش في 11 آب 1952، وبقي في المنصب لحين ولادة عبد الله الثاني بن الحسين، حيث قرر الملك حسين في 30 كانون الأول 1962 تنصيب ابنه الأكبر عبد الله وليا للعرش، بيد أنه في الأول من نيسان 1965 قرر الملك حسين تنصيب أخيه الأصغر الحسن بن طلال وليا للعرش؛ وذلك بسبب الظروف السياسية التي أحاطت بالأردن آنذاك؛ حيث كان يواجه الأردن تحديات كبيرة في المنطقة من عدم استقرار الأنظمة في الدول العربية المجاورة إلى التوترات المحيطة بالمنطقة والمُتمثلة بـالصراع العربي الإسرائيلي بالإضافة إلى كون الأمير عبد الله الثاني لم يزل طفلا صغيراً آنذاك.
ولكن قبل وفاة الملك حسين بن طلال، في 25 كانون الثاني 1999 تعهد الملك عبد الله -الأمير عبد الله آنذاك- لوالده الملك حسين بأن يضع الأمير حمزة في ولاية العهد عند وصوله إلى الحكم، وذلك مقابل أن يضع الملك حسين الأمير عبد الله وليا للعهد بدلا من الأمير الحسن بن طلال. وذلك فيما عُرف لدى البعض بـ «العهدة العبدلية». حيث أصبح الملك عبد الله وليا للعهد في 25 كانون الثاني 1999.
وبعد وفاة الملك حسين بن طلال يوم 7 فبراير/شباط 1999، أصبح الأمير عبد الله ولي العهد -آنذاك- ملكا على البلاد، حيث أدى القسم ملكًا للمملكة الأردنية الهاشمية أمام مجلس الأمة بعد وفاة والده الملك الحسين بن طلال، واتخذ اسم عبد الله الثاني، وعيّن أخاه الأمير حمزة بن الحسين وليًا للعهد بناء على وصية والده. بيد أنه في 28 كانون الثاني 2004 نُحي الأمير حمزة من ولاية العهد رغبة من الملك عبد الله في أن يكون شقيقه «أكثر حرية وقدرة على الحركة والعمل والقيام بأي مهمات أو مسؤوليات أكلفك بها» بحسب البيان الملكي، وليصبح ابنه الحسين بن عبد الله الثاني وليا للعهد عام 2009.
في حين يعيش الأردن قبل حادثة الاعتقالات عام 2021، ظروفا اقتصادية صعبة، خاصة مع وطأة جائحة فيروس كورونا وآثارها على الاقتصاد، بالإضافة إلى نسب الفساد المرتفعة والتي ظهرت بشكل جلي في حادثة مستشفى السلط الجديد التي حدثت قبل شهر من حدوث الاعتقالات، ولقد كان الأمير حمزة بن الحسين نشطاً على الساحة الأردنية في تلك الأوقات، حيث جلس مع عائلات ضحايا حادثة مستشفى السلط، وقام بزيارات للقبائل الأردنية.

## الموقوفون
لم تُصدر السلطات الأردنية قوائم تحتوي على أسماء الموقوفين والموقوفات والجاري التحقيق معهم. من جهة أخرى، ذكرت تقارير وأنباء صحفية أنهُ تم إيقاف التالية أسماؤهم على الأقل:
- باسم إبراهيم عوض الله (رئيس الديوان الملكي الأسبق)
- الشريف حسن بن زيد آل ناصر[18] حفيد الأميرة مقبولة (شقيقة الأمير نايف بن عبد الله الأول وابنة الملك عبد الله الأول بن الحسين).[19]
- العقيد المتقاعد صخر الفايز
- العقيد المتقاعد مصطفى أبو عنيز
- فراس العكور
- فؤاد الربابعة[20]

وقد أفرجت نيابة أمن الدولة يوم الخميس 22 ابريل 2021، عن 16 متهما في قضية الفتنة؛ وذلك نتيجة دعوة الملك عبد الله الثاني، المسؤولين المعنيين إلى اتباع الآلية القانونية المناسبة ليكون «كل واحد من أهلنا اندفع وتم تضليله وأخطأ أو انجر وراء هذه الفتنة» التي وئدت في بداياتها، بين أهلهم في أسرع وقت، وجاء ذلك في رد جلالة الملك على مناشدة عدد من الشخصيات من عدة محافظات، الصفح عن أبنائهم الذين انقادوا وراء هذه الفتنة، بعد أن رفعوا عريضة لجلالته موقعة من شخصيات عشائرية، مستذكرين قيم الهاشميين في التسامح والعفو، خلال لقاء عقد في قصر الحسينية، بحضور سمو الأمير الحسين بن عبد الله الثاني، ولي العهد، حيث ردّ الملك عبد الله على ذلك، قائلا: «كأب وأخ لكل الأردنيين، وبهذا الشهر الفضيل، شهر التسامح والتراحم، الذي نريد فيه جميعا أن نكون محاطين بعائلاتنا، أطلب من الإخوان المعنيين النظر في الآلية المناسبة، ليكون كل واحد من أهلنا، اندفع وتم تضليله وأخطأ أو انجر وراء هذه الفتنة، عند أهله بأسرع وقت»، وكان قد حضر اللقاء رئيس الوزراء الأسبق طاهر المصري، ورئيس الوزراء الأسبق عبدالرؤوف الروابدة، ونائب رئيس الوزراء الأسبق محمد الحلايقة، والوزير الأسبق إبراهيم العموش، والوزير الأسبق بركات عوجان، والوزير الأسبق يوسف الجازي، والشيخ هاني الحديد، والنائب السابق وفاء بني مصطفى.
في حين استثني شخصين من الإفراج عن الموقوفين بقضية الفتنة، وهما (باسم عوض الله والشريف حسن بن زيد)، فلم يفرج عنهما ارتباطا باختلاف أدوارهما وتباينها والوقائع المنسوبة إليهما ودرجة التحريض التي تختلف عن بقية المتهمين الذين أُفرج عنهم.

## الأحداث
في 3 أبريل 2021، أعلنت السلطات الأردنية أنها اعتقلت ما يقرب من 20 شخصًا لتورطهم في مؤامرة تستهدف أمن البلاد، بينما وُضع ولي العهد السابق حمزة قيد الإقامة الجبرية. ومن بين الشخصيات التي اعتقلت الوزير والمسؤول السابق باسم عوض الله والشريف حسن بن زيد. شغل عوض الله ذات مرة منصب رئيس الديوان الملكي الأردني. وكان أيضًا مبعوث الأردن السابق إلى المملكة العربية السعودية. باسم عوض الله، شخصية مثيرة للجدل في الأردن، تعرض لانتقادات بسبب السياسات الاقتصادية النيوليبرالية التي دعمها خلال مناصبه في الحكومة في منتصف العقد الأول من القرن الحادي والعشرين. على الرغم من كونه أحد أفراد العائلة المالكة، إلا أنه كُشف عن القليل من المعلومات علنًا عن الشريف حسن بن زيد.
كان هذا الحدث بمثابة خلاف عام نادر جدًا بين العائلة المالكة في الأردن. ووصفت الملكة نور الحسين، أرملة الملك الحسين بن طلال ووالدة الأمير حمزة بن الحسين، بأنه نتيجة «افتراء شرير» وقالت إنها «تدعو أن يسود الحق والعدالة».

## بيان الديوان الملكي الهاشمي

الصفحة الثالثة من بيان الأمير حمزة بن الحسين، صادر عن الديوان الملكي الهاشمي، وهي تحمل توقيع وكتابات بخط يد الأمير حمزة بن الحسين، إضافة إلى تواقيع كل من الأمراء، الحسن بن طلال وهاشم بن الحسين وطلال بن محمد وغازي بن محمد وراشد بن الحسن.

في مساء 5 أبريل 2021، نشر الديوان الملكي الهاشمي بيانا، على موقعه الإلكتروني، جاء فيه أن الملك عبد الله الثاني قرر التعامل مع موضوع الأمير حمزة ضمن إطارالأسرة الهاشمية، وأوكل الملك هذا المسار إلى الأمير الحسن بن طلال، والذي تواصل بدوره مع الأمير حمزة، الذي أكد بأنه يلتزم بنهج الأسرة الهاشمية، والمسار الذي أوكله الملك إلى الأمير الحسن. واجتمع الأمير الحسن والأمراء هاشم بن الحسين، وطلال بن محمد، وغازي بن محمد، وراشد بن الحسن، يوم الاثنين 5 أبريل 2021، مع الأمير حمزة في منزل الأمير الحسن، حيث وقع الأمير حمزة رسالة تاليا نصها:
| ” | بسم الله الرحمن الرحيم كرس الهاشميون عبر تاريخهم المجيد نهج حكم أساسه العدل والرحمة والتراحم، وهدفه خدمة الأمة ورسالتها وثوابتها. فلم يكن الهاشميون يوما إلا أصحاب رسالة، وبناة نهضة، نذروا أنفسهم لخدمة الوطن وشعبه. ويحمل جلالة الملك عبد الله الثاني ابن الحسين اليوم الأمانة، ماضيا على نهج الآباء والأجداد، معززا بنيان وطن عزيز محكوم بدستوره وقوانينه، محصن بوعي شعبه وتماسكه، ومنيع بمؤسساته الوطنية الراسخة، وهو ما مكن الأردن من مواجهة كل الأخطار والتحديات والانتصار عليها بعون الله ورعايته. ولا بد أن تبقى مصالح الوطن فوق كل اعتبار، وأن نقف جميعا خلف جلالة الملك، في جهوده لحماية الأردن ومصالحه الوطنية، وتحقيق الأفضل للشعب الأردني، التزاما بإرث الهاشميين نذر أنفسهم لخدمة الأمة، والالتفاف حول عميد الأسرة، وقائد الوطن حفظه الله. وفي ضوء تطورات اليومين الماضيين، فإنني أضع نفسي بين يدي جلالة الملك، مؤكدا أنني سأبقى على عهد الآباء والأجداد، وفيا لإرثهم، سائرا على دربهم، مخلصا لمسيرتهم ورسالتهم ولجلالة الملك، وملتزما بدستور المملكة الأردنية الهاشمية العزيزة. وسأكون دوما لجلالة الملك وولي عهده عونا وسندا. قال تعالى: ﴿يَا أَيُّهَا الَّذِينَ آمَنُوا أَطِيعُوا اللَّهَ وَأَطِيعُوا الرَّسُولَ وَأُولِي الْأَمْرِ مِنْكُمْ فَإِنْ تَنَازَعْتُمْ فِي شَيْءٍ فَرُدُّوهُ إِلَى اللَّهِ وَالرَّسُولِ إِنْ كُنْتُمْ تُؤْمِنُونَ بِاللَّهِ وَالْيَوْمِ الْآخِرِ ذَلِكَ خَيْرٌ وَأَحْسَنُ تَأْوِيلًا ۝٥٩﴾ النساء: 59] | “ |

## رسالة الملك عبد الله الثاني
وجه الملك الأردني عبد الله الثاني، يوم الأربعاء بتاريخ 4 أبريل 2021، رسالة إلى شعبه حول التطورات الأخيرة المرتبطة بولي العهد السابق، الأمير حمزة بن الحسين، وفق ما نقله الديوان الملكي الهاشمي. واليت نصها:
بسم الله الرحمن الرحيم
والصلاة والسلام على سيدنا محمد، النبي العربي الهاشمي الأمين،
إخواني وأخواتي أبناء الأسرة الأردنية الواحدة،
السلام عليكم ورحمة الله وبركاته وبعد،
أتحدث إليكم اليوم، وأنتم الأهل والعشيرة، وموضع الثقة المطلقة، ومنبع العزيمة، لأطمئنكم أن الفتنة وئدت، وأن أردننا الأبي آمن مستقر. وسيبقى، بإذن الله عز وجل، آمنا مستقرا، محصنا بعزيمة الأردنيين، منيعا بتماسكهم، وبتفاني جيشنا العربي الباسل وأجهزتنا الأمنية الساهرة على أمن الوطن.
اعتاد وطننا على مواجهة التحديات، واعتدنا على الانتصار على التحديات، وقهرنا على مدى تاريخنا كل الاستهدافات التي حاولت النيل من الوطن، وخرجنا منها أشد قوة وأكثر وحدة، فللثبات على المواقف ثمن، لكن لا ثمن يحيدنا عن الطريق السوي الذي رسمه الآباء والأجداد بتضحيات جلل، من أجل رفعة شعبنا وأمتنا، ومن أجل فلسطين والقدس ومقدساتها.
لم يكن تحدي الأيام الماضية هو الأصعب أو الأخطر على استقرار وطننا، لكنه كان لي الأكثر إيلاما، ذلك أن أطراف الفتنة كانت من داخل بيتنا الواحد وخارجه، ولا شيء يقترب مما شعرت به من صدمة وألم وغضب، كأخ وكولي أمر العائلة الهاشمية، وكقائد لهذا الشعب العزيز.
لكنّ لا فرق بين مسؤوليتي إزاء أسرتي الصغيرة وأسرتي الكبيرة، فقد نذرني الحسين، طيب الله ثراه، يوم ولدت لخدمتكم، ونذرت نفسي لكم، وأكرس حياتي لنكمل معا مسيرة البناء والإنجاز في وطن العز والسؤدد والمحبة والتآخي. مسؤوليتي الأولى هي خدمة الأردن وحماية أهله ودستوره وقوانينه. ولا شيء ولا أحد يتقدم على أمن الأردن واستقراره، وكان لا بد من اتخاذ الإجراءات اللازمة لتأدية هذه الأمانة.
وكان إرثنا الهاشمي وقيمنا الأردنية الإطار الذي اخترت أن أتعامل به مع الموضوع، مستلهما قوله عز وجل «وَٱلْكَـٰظِمِينَ ٱلْغَيْظَ وَٱلْعَافِينَ عَنِ ٱلنَّاسِ».
وقررت التعامل مع موضوع الأمير حمزة في إطار الأسرة الهاشمية، وأوكلت هذا المسار إلى عمي صاحب السمو الملكي الأمير الحسن بن طلال. والتزم الأمير حمزة أمام الأسرة أن يسير على نهج الآباء والأجداد، وأن يكون مخلصا لرسالتهم، وأن يضع مصلحة الأردن ودستوره وقوانينه فوق أي اعتبارات أخرى. وحمزة اليوم مع عائلته في قصره برعايتي.
وفيما يتعلق بالجوانب الأخرى، فهي قيد التحقيق، وفقا للقانون، إلى حين استكماله، ليتم التعامل مع نتائجه، في سياق مؤسسات دولتنا الراسخة، وبما يضمن العدل والشفافية.
والخطوات القادمة، ستكون محكومة بالمعيار الذي يحكم كل قراراتنا: مصلحة الوطن ومصلحة شعبنا الوفي.
يواجه وطننا تحديات اقتصادية صعبة فاقمتها جائحة كورونا، وندرك ثقل الصعوبات التي يواجهها مواطنونا. ونواجه هذه التحديات وغيرها، كما فعلنا دائما، متّحدين، يدا واحدة في الأسرة الأردنية الكبيرة والأسرة الهاشمية، لننهض بوطننا، وندخل مئوية دولتنا الثانية، متماسكين، متراصين، نبني المستقبل الذي يستحقه وطننا.
وسيبقى الأردن، بهمة النشامى وعزيمتهم وإخلاصهم، شامخا، كبيرا بقيمه وبإرادته وبمبادئه. نبراسنا الحزم في الدفاع عن الوطن، والوحدة في مواجهة الشدائد، والعدل والرحمة والتراحم في كل ما نفعل.
حفظ الله أردننا الأبيّ وحماكم، ويسّر لنا جميعا الخير والسداد. والسلام عليكم ورحمة الله وبركاته.

عمان في 25 شعبان 1442 هجرية الموافق 7 نيسان 2021 ميلادية

## المحاكمة
في 3 ابريل 2021 وبعد متابعة أمنية حثيثة اعتُقل كل من باسم عوض الله والشريف حسن بن زيد و14 شخصا آخرين فيما نفى مصدر رسمي الشائعات التي قالت أن عوض الله غادر إلى إحدى الدول المجاورة. أعلنت السلطات الأردنية في وقت لاحق عن إحالة ملف القضية إلى نيابة أمن الدولة.
عقدت محكمة أمن الدولة أولى جلساتها في 20 يونيو 2021 حيث تضمن قرار الظن الذي صدر بحق المشتكى عليهما تهمتي جناية التحريض على مناهضة نظام الحكم السياسي القائم في المملكة بالاشتراك، كما أسند إليهما جناية القيام بأعمال من شأنها تعريض سلامة المجتمع وأمنه للخطر، وإحداث الفتنة بالاشتراك ، وحيازة مادة مخدرة بقصد تعاطيها وتعاطي المواد المخدرة المسندة للمشتكى عليه الثاني الشريف حسن بن زيد. وفي 12 يوليو 2021 جرمت محكمة أمن الدولة المتهمين باسم عوض الله والشريف «عبد الرحمن حسن» بن زيد بالتهم المسندة إليهما، في قضية زعزعة استقرار الأردن وقررت وضعهما بالأشغال المؤقتة لمدة 15 عام.
في 9 سبتمبر 2021 أيدت محكمة التمييز الأردنية (وهي أعلى هيئة قضائية بالمملكة)، الأحكام الصادرة ضد المدانين في قضية الفتنة الصادرة قبل شهرين وشغلت الرأي العام بأشخاصها وتفاصيله.

## ردود الأفعال

### محليًا
- قال حزب الوسط الإسلامي في بيان أصدره: «نؤكد على ضرورة الحرص على أمن هذا الوطن واستقراره حتى لا تستغل أي أطراف خارجية معادية الأمور بما يخدم مصلحتها وأجندتها بزعزعة استقرار هذا البلد».[42]
- في 4 من أبريل 2021، يوم الأحد، الساعة 12:22 (بتوقيت الأردن)، كتبت الملكة نور الحسين (والدة ولي العهد السابق الأمير حمزة بن الحسين) تغريدة بـاللغة الإنجليزية جاء فيها: «أتوجه بالدعاء من أجل أن تسود الحقيقة والعدالة لكل الضحايا الأبرياء لهذا البهتان الآثم، بارك الله فيهم وحفظهم.»[43]
- قالت جمعية جماعة الإخوان المسلمين في بيان لها جاء فيه: «لقد درج الأردن بتعامله مع أبنائه بالحاكمية السلمية الرشيدة، بخلاف كثير من الدول، ولا زالت الحريات والأعراض والأموال مصانة، وقد نختلف مع سياسات الحكومات، لكننا لا نختلف على الدولة واستقرارها، وتقديم ذلك على أي مصلحة.»[44]

### عربيًا
- صدر بيان من الديوان الملكي السعودي جاء فيه: «المملكة تؤكد وقوفها التام إلى جانب المملكة الأردنية الهاشمية الشقيقة ومساندتها الكاملة بكل إمكاناتها لكل ما يتخذه صاحب الجلالة الملك عبد الله الثاني بن الحسين وصاحب السمو الملكي الأمير الحسين بن عبد الله الثاني ولي العهد من قرارات وإجراءات لحفظ الأمن والاستقرار ونزع فتيل كل محاولة للتأثير فيهما.»[45]
- أعرب ملك البحرين حمد بن عيسى بن سلمان آل خليفة عن «وقوفه وتأييده التام ومساندته الكاملة لكل القرارات والإجراءات التي يتخذها صاحب الجلالة الملك عبد الله الثاني بن الحسين ملك المملكة الأردنية الهاشمية الشقيقة لحفظ أمن واستقرار الأردن الشقيق ونزع فتيل كل محاولة للتأثير فيهما».[46]
- أعربت جمهورية مصر العربية عن «تضامنها الكامل ودعمها للأردن بقيادة جلالة الملك عبد الله الثاني، للحفاظ على أمن واستقرار المملكة. وأكدت أن أمن واستقرار الأردن جزء لا يتجزأ من الأمن القومي المصري والعربي.»[47][48]
- أكد رئيس الفلسطيني محمود عباس: «وقوف بلاده إلى جانب المملكة الأردنية الهاشمية، ملكاً وحكومة وشعباً، ودعم كل القرارات المتخذة لحفظ أمنها واستقرارها.»[49][50]
- أكدت دولة الإمارات العربية المتحدة «تضامنها الكامل مع المملكة الأردنية الهاشمية الشقيقة ووقوفها وتأييدها ومساندتها التامة لكل القرارات والإجراءات التي يتخذها جلالة الملك عبد الله الثاني بن الحسين ملك المملكة الأردنية الهاشمية الشقيقة وولي عهده صاحب السمو الملكي الأمير الحسين بن عبد الله الثاني لحفظ أمن واستقرار الأردن ونزع فتيل كل محاولة للتأثير فيهما.»[51]
- ذكرت وزارة الخارجية العراقية في بيان جاء فيه: «الحكومة العراقيّة تُؤَكِّدُ وقوفها إلى جانب المملكة الأُردنيّةِ الهاشميّة بقيادةِ جلالة الملك عبد الله الثاني، في أيّ خطواتٍ تُتَخَذ للحفاظ على أمنِ وإستقرار البلاد ورعايةِ مصالح الشعب الأُردنيّ الشقيق، بما يُعزز حضوره، عبر الإرتكانِ للإجراءات التي تنتهي لبسط هيبة الدولة.»[52]
- أعربت قطر عن «تضامنها التام ووقوفها مع المملكة الأردنية الهاشمية الشقيقة ومساندتها الكاملة للقرارات والإجراءات التي تصدر عن الملك عبد الله الثاني لحفظ الأمن والاستقرار وتعزيز مسيرة التقدم والازدهار في البلاد.»[53][54]
- أعرب رئيس الوزراء اللبناني المكلف بتشكيل الحكومة سعد الحريري: «إن أمن الأردن وسلامته قاعدة أساس في أمن العالم العربي، مؤكداً تضامنه مع الأردن قيادة وشعباً في الدفاع عن مكتسباته وحماية استقراره.»[55][56]
- أكد اليمن «دعمه المطلق ووقوفه التام مع كافة الإجراءات والقرارات التي يتخذها الملك الأردني عبد الله الثاني بن الحسين لحفظ الأمن وإنهاء أي محاولات لزعزعة الاستقرار في المملكة الأردنية الهاشمية.»[57][58]
- أعربت المملكة المغربية عن تأييدها المطلق للقرارات التي اتخذها جلالة الملك عبد الله الثاني ابن الحسين، ملك المملكة الأردنية الهاشمية، لضمان استقرار الأردن وأمنه.[59]
- : أصدرت وزارة الخارجية الكويتية بيانًا رسميًا عبر موقعها الرسمي حيثُ أعلنت عن «وقوف دولة الكويت إلى جانب المملكة الأردنية الهاشمية الشقيقة وتأييدها لكافة الإجراءات والقرارات التي إتخذها جلالة الملك عبد الله بن الحسين وسمو ولي العهد الأمير الحسين بن عبد الله الثاني للحفاظ على أمن وإستقرار المملكة الشقيقة. وأكدت الوزارة في بيانها على أن أمن وإستقرار المملكة الأردنية الهاشمية من أمن وإستقرار دولة الكويت.»[60]
- : تؤكد السلطنة وقوفها التام إلى جانب المملكة الأردنية الهاشمية الشقيقة بقيادة العاهل الأردني الملك عبد الله الثاني ابن الحسين، ودعمها الثابت لكل ما من شأنه ضمان أمن الأردن الشقيق وسيادته واستقراره.[61]
- جامعة الدول العربية: عبر الأمين العام للجامعة العربية أحمد أبو الغيط عن: «تضامن جامعة الدول العربية التام مع الإجراءات التي اتخذها الأردن لصيانة أمنه والحفاظ على استقراره.»[62][63][64]
- البرلمان العربي: أكد رئيس البرلمان العربي عادل بن عبد الرحمن العسومي: «وقوف البرلمان التام إلى جانب المملكة الأردنية الهاشمية ودعم القرارات والإجراءات كافة التي يتخذها العاهل الأردني الملك عبد الله الثاني بن الحسين، لحفظ الأمن والاستقرار في بلاده، ومواجهة أي محاولات للنيل منها أو تهديد أمنها واستقرارها.»[65]
- أكد الأمين العام لمجلس التعاون لدول الخليج العربية الدكتور نايف الحجرف «وقوف مجلس التعاون مع المملكة الأردنية الهاشمية الشقيقة ودعمها في كل ما تتخذه من إجراءات لحفظ الأمن والاستقرار في الأردن.»[66]
- منظمة التعاون الإسلامي: قال الأمين العام لمنظمة التعاون الإسلامي الدكتور يوسف العثيمين في بيان صحفي «ان المنظمة تؤيد جميع القرارات والاجراءات التي يتخذها ملك المملكة الاردنية الهاشمية الملك عبد الله الثاني بن الحسين وولي عهده لحفظ الامن والاستقرار في الاردن.»[67][68]

### دوليًا
- الولايات المتحدة: قال المتحدث باسم وزارة الخارجية الامريكية نيد برايس في بيان «نتابع عن كثب التقارير ونحن على تواصل مع المسؤولين الأردنيين» وأكد برايس «ان الملك عبد الله شريك رئيسي للولايات المتحدة وهو يحظى بدعمنا المطلق.»[64][69]
- تركيا: أعربت وزارة الخارجية التركية عن دعمها القوي للملك عبد الله الثاني، وأمن وازدهار الشعب الأردني.[70]
- المملكة المتحدة: غرد وزير شؤون الشرق الأوسط وشمال أفريقيا في وزارة الخارجية البريطانية، جيمس كليفرلي، على تويتر: «الملك عبد الله يحظى بدعمنا الكامل.»[64]
- إيران: أكد المتحدث باسم الخارجية الإيرانية، سعيد خطيب زادة، في بيان الأحد، على أهمية الاستقرار في الأردن، مشيرا إلى أن أي توتر داخلي وعدم استقرار في منطقة غرب آسيا يخدم مصلحة الاحتلال، مضيفاً أن أي فتنة في الدول الإسلامية تحمل دوما بصمات للاحتلال الإسرائيلي، وقد أضاف قائلا: «تعارض إيران أي عدم استقرار داخلي وتدخل أجنبي، وتعتبر أنه ينبغي حل جميع الشؤون الداخلية لدول المنطقة ضمن إطار القانون.»
- روسيا: قال نائب وزير الخارجية الروسي ميخائيل بوغدانوف: «نحن ندعم الاستقرار والأمن، فهذه دولة تربطنا بها علاقات صداقة تقليدية، نتمنى أن تكون مزدهرة، وأن تتمتع بظروف مستقرة لتحقيق تنمية اجتماعية واقتصادية».[71]

## رسالة الأمير حمزة مارس 2022

أصدر الديوان الملكي الهاشمي يوم الثلاثاء 8 مارس 2022 رسالة من سمو الأمير حمزة بن الحسين للملك عبد الله الثاني بن الحسين بمثابة اعتذار منها  عن تصرفاته بحقه في إشارة إلى ما يعرف إعلاميا بقضية "الفتنة" بالأردن. وأكد الأمير حمزة أنه أخطأ في حق الملك عبد الله الثاني قائلا: "أعتذر من الشعب الأردني ومن أسرتنا عن كل هذه التصرفات". وقال الأمير حمزة بن الحسين في رسالة إلى العاهل الأردني والشعب الأردني: "أتحمل مسؤوليتي الوطنية إزاء ما بدر مني من إساءات خلال السنوات الماضية وما تبعها من أحداث في قضية الفتنة. وأشار الديوان الملكي الهاشمي أن الرسالة جاءت بعد لقاء الملك عبد الله الثاني بالأمير حمزة بناء على طلبه، وتنها خطوة في الاتجاه الصحيح للعودة إلى دور الأمراء في خدمة الوطن وفق تكليف الملك عبد الله الثاني.
أخطأتُ يا جلالة أخي الأكبر، وجل من لا يخطئ. وإنني إذ أتحمل مسؤوليتي الوطنية إزاء ما بدر مني من مواقف وإساءات بحق جلالة الملك المعظم وبلدنا خلال السنوات الماضية وما تبعها من أحداث في قضية الفتنة، لآمل بصفحك الذي اعتدنا عليه من جلالتك.
أعتذر من جلالتك ومن الشعب الأردني ومن أسرتنا عن كل هذه التصرفات التي لن تتكرر بإذن الرحمن الرحيم.
وأؤكد، كما تعهدت أمام عمّنا صاحب السمو الملكي الأمير الحسن بن طلال، حفظه الله، أنني سأسير على عهد الآباء والأجداد، وفيا لإرثهم، مخلصا لمسيرتهم في خدمة الشعب الأردني، ملتزما بدستورنا، تحت قيادة جلالتك الحكيمة.
حفظ الله جلالتك قائدا ملهما، وأخا رحيما، ويسّر لجلالتكم ولولي العهد سمو الأمير الحسين بن عبد الله الثاني كل التوفيق في خدمة الأردن الغالي وقيادة مسيرته التي ستبقى إن شاء الله مسيرة عز وفخر وإنجاز.

والسلام عليكم ورحمة الله وبركاته، أخوك حمزة بن الحسين عمان 6 آذار 2022″.